# ثوبان بن بجدد
ثَوْبان بن بُجدُد از صحابهٔ محمد، پیامبر اسلام و از راویان حدیث بود. وی غلام آزادشدهٔ پیامبر بود که محمد او را خرید و آزاد کرد و در انتخاب بازگشت به وطن خود یا ماندن نزد پیامبر آزاد گذاشت. او گزینهٔ دوم را انتخاب کرد و تا درگذشت پیامبر در کنار او بود. پس از آن، به شام، رمله، مصر و حمص رفت و در حمص ساکن شد. در سال ۴۴ و یا ۵۴ ه‍.ق و در زمان خلافت معاویه بن ابی‌سفیان در حمص درگذشت. او ۱۲۸ حدیث از پیامبر روایت کرده‌است.